# Độc diệp thảo
Độc diệp thảo (danh pháp hai phần: Kingdonia uniflora) là một loài duy nhất trong chi Kingdonia và cũng là loài độc nhất trong họ Kingdoniaceae (họ được rất ít các nhà phân loại học công nhận, APG II cũng cho phép lựa chọn tách ra tùy ý) khi họ này được tách ra từ họ Tinh diệp thảo (Circaeasteraceae).
Nó là một loài cây thân thảo, sinh sống trong khu vực rừng núi ở độ cao 2.700-3.900 m ở miền nam Cam Túc, Thiểm Tây, tây Tứ Xuyên và tây bắc Vân Nam.

## Đặc điểm
Thân cây nhẵn nhụi. Các chồi có khoảng 3 vảy, có màng che, hình trứng, kích thước 4–7 mm. Cuống lá dài khoảng 5–11 cm; phiến lá màu lục ánh hồng ở xa trục, hình tròn hay hình tim, rộng 3,5–7 cm, chia 5 phần; các phần ở đỉnh chia 3 thùy, các phần dưới chia 2 phần không cân xứng, mép lá có khía răng cưa nhỏ. Phần thân chứa hoa cao 7–12 cm. Hoa nhỏ, đường kính khoảng 8 mm. Các lá đài màu lục nhạt, hình trứng, kích thước 5-7,5 mm, phần đỉnh nhọn mũi. Các nhị dài 2–3 mm; chỉ nhị thẳng, 1 gân; các bao phấn hình elipxoit, khoảng 0,3 mm. Các nhị lép 1,6-2,1 mm. Các nhụy hoa khoảng 1,4 mm; bầu nhụy gần dài bằng vòi nhụy. Quả dạng quả bế dạng mác ngược và hẹp, kích thước 10-13 x khoảng 2,2 mm. Hạt dạng elipxoit hẹp kích thước khoảng 3 mm. Ra hoa vào tháng 5-6.